# Josef Kaminský
Josef Kaminský, též Jozef Kaminski (17. listopadu 1878 Rakovec nad Ondavou – 1944), byl československý politik rusínské národnosti a poslanec Národního shromáždění republiky Československé za Republikánskou stranu zemědělského a malorolnického lidu (agrárníky) na Podkarpatské Rusi.

## Biografie
V době Maďarské republiky rad byl správcem Podkarpatí. V roce 1920 byl zakladatelem a hlavní postavou politické strany Karpatoruský zemědělský svaz (oficiálním předsedou ovšem byl Vasil Ryžak). V roce 1923 tato formace fúzovala s dalšími agrárně orientovanými stranami na Podkarpatské Rusi a vznikla Karpatoruská republikánská zemědělská strana a ta se krátce nato připojila k celostátním československým agrárníkům. Po doplňovacích parlamentních volbách na Podkarpatské Rusi v roce 1924 se stal poslancem Národního shromáždění. Mandát ale získal až dodatečně roku 1924 jako náhradník poté, co rezignoval poslanec Vasil Ščerecký. Podle údajů k roku 1924 byl profesí tajemníkem v Užhorodě. Později se stal členem radikálně autonomistického Autonomního zemědělského svazu, mezi jehož členy z řad inteligence bylo mnoho maďaronů. Strana získávala finanční prostředky od maďarské vlády a jejím cílem byl návrat Podkarpatské Rusi do Maďarska na bázi autonomie. Po připojení Podkarpatské Rusi k Maďarsku v březnu 1939 byl Kaminskij kooptován do maďarského parlamentu.